# E3 Harelbeke de 2015
A 58.ª edição da E3 Harelbeke foi uma clássica ciclista que se disputou a 27 de março de 2015 sobre um traçado de 215,3 km. Fez parte do UCI World Tour de 2015, sendo a sexta carreira do calendário de máxima categoria mundial.
A carreira esteve marcada pelas quedas e os abandonos onde um dos favoritos Fabian Cancellara, deveu-se retirar com duas vértebras fracturadas.
O ganhador foi o britânico Geraint Thomas quem deixou atrás à falta de 4 quilómetros a seus dois colegas de fuga Zdeněk Štybar e Peter Sagan para chegar à meta em solitário. Em segundo e terceiro lugar chegaram o próprio Stybar e seu colega de equipa Matteo Trentin.

## Percurso

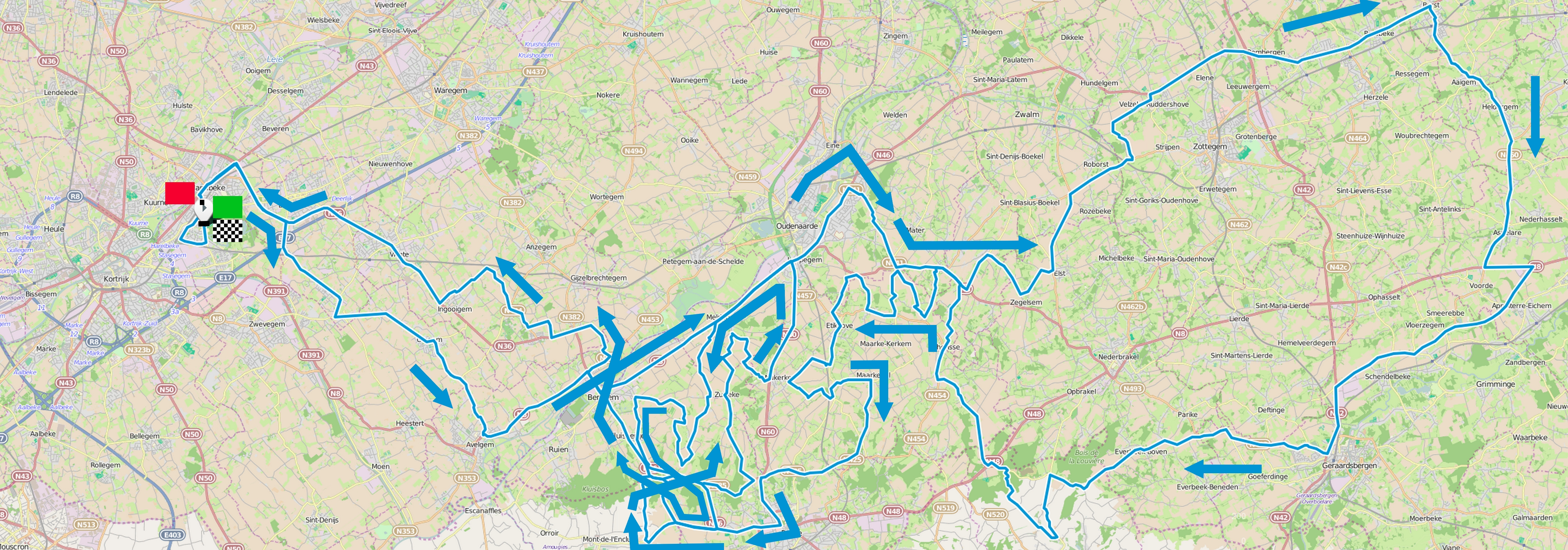
Percurso

A carreira contou com dezassete muros, os mesmos que no ano anterior. Os primeiros 100 km sem dificuldade à excepção de duas cotas nos quilómetros 32 e 42 de carreira. Os últimos 115 km concentraram 15 subidas, onde destacava o Paterberg com o seu pendente de 12 % e 20 de máximo.
| Número | Nome                | Km  | Comprimento (m) | Pendente média |
| ------ | ------------------- | --- | --------------- | -------------- |
| 1      | Katteberg           | 32  | 600             | 6,7 %          |
| 2      | Leberg              | 42  | 700             | 6,1 %          |
| 3      | La Houppe           | 100 | 3440            | 3,3 %          |
| 4      | Berg Stene          | 109 | 1560            | 7,3 %          |
| 5      | Boigneberg          | 114 | 2180            | 5,8 %          |
| 6      | Eikenberg           | 118 | 1200            | 5,5 %          |
| 7      | Stationberg         | 123 | 460             | 3,2 %          |
| 8      | Taaienberg          | 128 | 650             | 9,5 %          |
| 9      | Knokteberg          | 143 | 1530            | 5,3 %          |
| 10     | Hotondberg          | 148 | 1200            | 4 %            |
| 11     | Rotelenberg         | 155 | 1100            | 3 %            |
| 12     | Kortekeer           | 157 | 1000            | 6,4 %          |
| 13     | Kapelberg           | 169 | 900             | 4 %            |
| 14     | Paterberg           | 173 | 400             | 12 %           |
| 15     | Oude Kwaremont      | 177 | 2200            | 4,2 %          |
| 16     | Karnemelkbeekstraat | 184 | 1530            | 4,9 %          |
| 17     | Tiegemberg          | 196 | 1000            | 6,5 %          |

## Equipas participantes
Tomaram parte na carreira 24 equipas: os 17 UCI Pro Team (ao ter assegurada e ser obrigatória a sua participação), mais 7 equipas Profissionais Continentais convidados pela organização. A cada formação estará integrada por 8 ciclistas (excepto Lampre-Merida e Southeast que o fizeram com 7), formando assim um pelotão de 190 corredores dos que finalizaram 126.
| Equipa                      | Cód. UCI | Categoria                |
| --------------------------- | -------- | ------------------------ |
| AG2R La Mondiale            | ALM      | UCI Pro Team             |
| Astana Pro Team             | AST      | UCI Pro Team             |
| BMC Racing Team             | BMC      | UCI Pro Team             |
| Etixx-Quick Step            | EQS      | UCI Pro Team             |
| FDJ                         | FDJ      | UCI Pro Team             |
| IAM Cycling                 | IAM      | UCI Pro Team             |
| Team Katusha                | KAT      | UCI Pro Team             |
| Lampre-Merida               | LAM      | UCI Pro Team             |
| Lotto-Soudal                | LTS      | UCI Pro Team             |
| Movistar Team               | MOV      | UCI Pro Team             |
| Orica GreenEDGE             | OGE      | UCI Pro Team             |
| Team Sky                    | SKY      | UCI Pro Team             |
| Team Cannondale-Garmin      | TCG      | UCI Pro Team             |
| Tinkoff-Saxo                | TCS      | UCI Pro Team             |
| Trek Factory Racing         | TFR      | UCI Pro Team             |
| Team Giant-Alpecin          | TGA      | UCI Pro Team             |
| Team Lotto NL-Jumbo         | TLJ      | UCI Pro Team             |
| Androni Giocattoli          | AND      | Profissional Continental |
| MTN Qhubeka                 | MTN      | Profissional Continental |
| Team Europcar               | EUC      | Profissional Continental |
| Roompot Oranje Peloton      | TNN      | Profissional Continental |
| Southeast                   | STH      | Profissional Continental |
| Topsport Vlaanderen-Baloise | TSV      | Profissional Continental |
| Wanty-Groupe Gobert         | WGG      | Profissional Continental |

## UCI World Tour
A E3 Harelbeke outorgou pontos para o UCI World Tour de 2015, somente para corredores de equipas UCI Pro Team. A seguinte tabela corresponde ao barómetro de pontuação:
| Posição   | 1º | 2º | 3º | 4º | 5º | 6º | 7º | 8º | 9º | 10º |
| Pontuação | 80 | 60 | 50 | 40 | 30 | 22 | 14 | 10 | 6  | 2   |

## Classificação final
| Posição | Ciclista           | Equipa            | Tempo          | Pontos UCI |
| ------- | ------------------ | ----------------- | -------------- | ---------- |
| 1.º     | Geraint Thomas     | Team Sky          | 5 h 15 min 0 s | 80         |
| 2.º     | Zdeněk Štybar      | Etixx-Quick Step  | a 25 s         | 60         |
| 3.º     | Matteo Trentin     | Etixx-Quick Step  | a 38 s         | 50         |
| 4.º     | Alexander Kristoff | Katusha           | m.t.           | 40         |
| 5.º     | Sep Vanmarcke      | Lotto NL-Jumbo    | m.t.           | 30         |
| 6.º     | Matti Breschel     | Tinkoff-Saxo      | m.t.           | 22         |
| 7.º     | Jürgen Roelandts   | Lotto-Soudal      | m.t.           | 14         |
| 8.º     | Jack Bauer         | Cannondale-Garmin | m.t.           | 10         |
| 9.º     | Jens Keukeleire    | Orica-GreenEDGE   | m.t.           | 6          |
| 10.º    | Daniel Oss         | BMC Racing        | m.t.           | 2          |

| 11.º | Borut Božič          | Team Astana         | m.t. |
| 12.º | Björn Leukemans      | Wanty-Groupe Gobert | m.t. |
| 13.º | Luke Rowe            | Team Sky            | m.t. |
| 14.º | Niki Terpstra        | Etixx-Quick Step    | m.t. |
| 15.º | Marco Marcato        | Wanty-Groupe Gobert | m.t. |
| 16.º | Yoann Offredo        | FDJ                 | m.t. |
| 17.º | Vincent Jérôme       | Team Europcar       | m.t. |
| 18.º | Tiesj Benoot         | Lotto-Soudal        | m.t. |
| 19.º | Edvald Boasson Hagen | MTN Qhubeka         | m.t. |
| 20.º | Sylvain Chavanel     | IAM Cycling         | m.t. |